# Kebechsenef

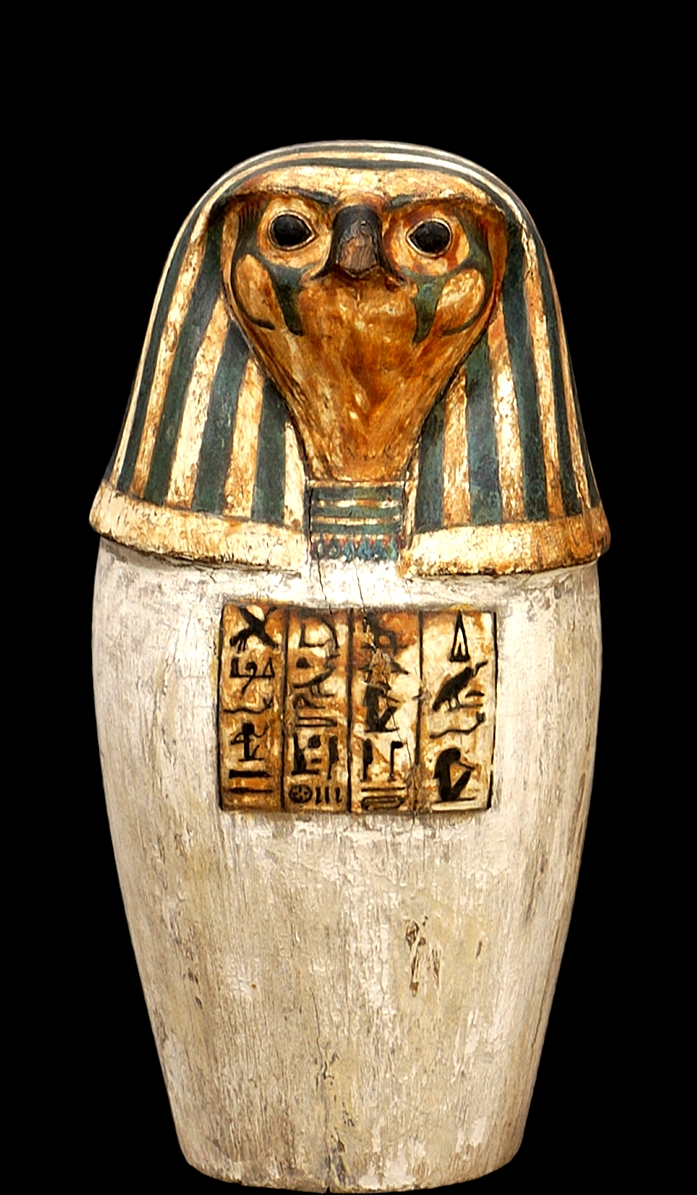
Vas canopi representant a Kebechsenef

Kebechsenef —també es pot trobar transcrit con Kebehsenuf, Qebshenuf o Qebehsenuf, i significa «el que reanima als seus germans»— és una antiga deïtat egípcia, fill d'Horus en la mitologia egípcia, déu de protecció i d'Occident. En la preparació de les mòmies, el seu vas canopi era l'utilitzat per als intestins; tenia forma de mòmia amb cap de falcó i es deia que estava protegit alhora per la deessa Serket.